# 神山浩樹のサタデーまねき猫
神山浩樹のサタデーまねき猫（かみやまひろきのサタデーまねきねこ）は、2006年4月8日から2008年3月29日までIBC岩手放送で放送されたラジオ番組。

## 放送時間
土曜 11:40 - 13:00

## パーソナリティー
- 神山浩樹（IBCアナウンサー）

アシスタント
- 平野禅里（2006年4月8日 - 2007年3月31日）
- 沼崎早苗（2007年4月7日 - 2008年3月29日）

## 主なコーナー
- 11:40 オープニング
- 11:45 ゲストコーナー
- 12:00 岩手日報IBCニュース・天気予報
- 12:05 道路情報
- 12:07 フリーコーナー
- 12:15 ハッピートークさわやか新婚さん（録音放送、担当：IBC女性アナが週替わり）
- 12:40 クイズ 猫の手も借りたい!（公開放送の場合は休止）
- 12:57 エンディング

## 番組の特色
土曜の昼に新設された「福を招く」新感覚のワイド番組。普段はIBC本社ラジオ第2スタジオからの生放送だが、公開放送となる週もあった（出前のリクエストは事前にハガキ・FAX・メールで募集）。なおアシスタントは事前に募集告知CMを放送し、書類選考とオーディションにより選出された。二戸地区におけるIBCラジオ難聴取対策として、当番組もカシオペアFMにて再送信されていた。